# John Ruthven, III conte di Gowrie
John Ruthven, III conte di Gowrie (1577 circa – 5 agosto 1600), è stato un nobile scozzese.
Succeduto al fratello maggiore al titolo di Conte di Gowrie, morì nel 1600 in circostanze misteriose note come la Cospirazione di Gowrie.

## La luce
John Ruthven nacque attorno al 1577 da William Ruthven, I conte di Gowrie e Dorothea Stewart. Suo padre venne giustiziato nel 1584 per aver complottato contro la corona dopo essere stato perdonato per il Ruthven Raid (avvenuto nel 1582), una cospirazione volta a limitare l'influenza dei cattolici e che era iniziato con il rapimento di Giacomo VI di Scozia. Solo in seguito il titolo era stato restituito al figlio maggiore James che era poi morto nel 1586 lasciando a succedergli il fratello ancora bambino.
Insieme alle proprietà John ereditò una tradizione famigliare fatta di intrighi e complotti, suo padre insieme al nonno era stato fra coloro che avevano ucciso Davide Rizzio ed era stato anche fra i custodi di Maria Stuarda quando era in custodia presso il Castello di Loch Leven. Come già suo padre e suo nonno John aderì al partito dei predicatori riformisti cosa che gli valse la nomina a Prevosto di Perth una carica quasi ereditaria nella famiglia Ruthven. John compì i propri studi all'Università di Edimburgo dove si trovava nel 1593 più o meno nel periodo in cui la madre e la sorella aiutarono Francis Stewart, V conte di Bothwell ad entrare nelle stanze di Giacomo VI all'Holyrood Palace per protestare la propria innocenza circa le numerose accuse di cui era oggetto.
Pochi mesi dopo John insieme a John Stewart, V conte di Atholl (1563-1595) e a John Graham, III conte di Montrose offrì i propri servigi a Elisabetta I d'Inghilterra allora in quasi apertà ostilità contro il cugino scozzese. Si crede che John fosse ampiamente coinvolto in diverse cospirazioni quando, nell'agosto 1594 si recò in Italia presso l'Università degli Studi di Padova quando cinque anni dopo s'apprestò a fare ritorno si fermò alcuni mesi a Ginevra presso il noto riformista Teodoro di Beza.
Fermatosi a Parigi fece conoscenza con l'ambasciatore inglese Henry Neville che ne fece menzione a Robert Cecil, I conte di Salisbury descrivendolo come un giovane desideroso di essere al servizio della regina. Neville scrisse anche che lo considerava legato sia alla religione protestante che alla sovrana e che avrebbe potuto fornire informazioni circa il pericoloso cambio di rotta di alcune politiche scozzesi. Tornato a Londra John venne ricevuto favorevolmente sia dalla regina che dai suoi ministri.
Queste circostanze sono importanti perché gettano un po' di luce sulla misteriosa Cospirazione di Gowrie che si risolse nella morte di John e di uno dei fratelli quando fece ritorno in Scozia nel maggio del 1600.

## Le ombre
La Cospirazione è immersa nel mistero per diverse ragioni, la prima è dovuta all'improbabilità che riveste ogni ipotesi suggerita per spiegare i fatti, inconfutabili, che accaddero, la seconda è dovuta alle discrepanze nelle prove prodotte a suo tempo e non ultima all'apparente mancanza di premeditazione o dell'esistenza di un piano da parte dei personaggi coinvolti. Per spiegare gli accadimenti possono essere proposti tre scenari:
- John ed il fratello Alexander Ruthven (12 gennaio 1580-5 agosto 1600) concepirono un piano per rapire Giacomo VI e lo attirarono presso Gowrie House per questo scopo
- Giacomo VI si recò a Gowrie House con il piano, eseguito, di uccidere i due fratelli
- i tragici avvenimenti presero il via da una rissa seguita a delle parole grosse volate fra il sovrano e i due fratelli.

Per poter capire quanto ogni ipotesi sia probabile occorre prestare attenzione a quelle che erano le condizioni della Scozia del tempo:
- il rapire un sovrano per forzargli la mano circa le sue azioni era se non frequente quanto meno comune, più di un tentativo aveva avuto successo e, per inciso, i Ruthven presero parte ad almeno uno di essi[1]
- i rapporti con l'Inghilterra erano più tesi del solito e a Londra John era considerato uno degli uomini fedeli a Elisabetta e in Scozia il Kirk party, in contrasto con il re, vedeva John come il loro leader ereditario tanto che avevano di recente spedito un agente a Parigi con lo scopo di richiamarlo in patria a tale scopo[1]
- Gowrie era considerato un possibile rivale per Giacomo VI circa la successione inglese al trono, per quanto riguarda il movente i Gowrie credevano che il loro padre fosse stato messo a morte a tradimento e che la loro madre fosse stata insultata dai ministri del re
- James doveva parecchio denaro ai Gowrie e i pettegolezzi popolari davano lui o il fratello come possibili amanti della regina[1].

Negli anni l'evento è stato abbondantemente studiato senza tuttavia trovare mai una concordanza d'opinioni fra gli storici. Alcuni studi puntano sul rapimento ed una teoria vuole che Giacomo, credendo che John non fosse altro che un contatto politico inglese nascosto in patria, si fosse recato a Gowrie House e, quando arrivò con un largo seguito, Alexander si rese conto che rapirlo non sarebbe stato possibile e agì per cercare di vendicare la morte del padre.
Anche gli studi più recenti puntano sulla possibilità di un rapimento e che quindi vi fosse davvero una cospirazione e che Giacomo non solo non aveva le mani sporche del sangue dei Ruthven, ma che il suo racconto, nonostante alcune note improbabili, fosse sostanzialmente vero.
Il resoconto di Giacomo fu il seguente: la mattina presto del 5 agosto 1600 egli uscì per cacciare nei dintorni di Falkland Palace insieme ad altri nobili fra cui Ludovic Stewart, II duca di Lennox, John Erskine, conte di Mar e Thomas Erskine, I conte di Kellie (1566-12 giugno 1639) quando venne avvicinato da Alexander Ruthven. Questi disse al re che lui ed il fratello avevano scoperto uno straniero che stava portando una gran quantità di denaro presso Gowrie House e chiese al re di seguirlo per interrogarlo di persona. Giacomo tentennò, ma infine acconsentì a seguirlo, Alexander quindi mandò avanti un servo per avvisare dell'arrivo e chiese al re di mantenere il segreto anche con i cortigiani e di portare con sé un seguito quanto più piccolo possibile.
Giacomo arrivò con dieci-quindici uomini verso l'una e, benché fosse stato avvisato, John non aveva fatto preparativi lasciando intendere di essere stato colto di sorpresa, dopo un piccolo pranzo Giacomo andò, proibendo al seguito di andare con lui, insieme ai due al primo piano passando per almeno due porte che vennero richiuse dietro di lui fino a una torretta d'angolo posta a un lato della casa che affacciava sul cortile e la strada. Qui Giacomo credette di trovare il misterioso e straniero prigioniero, ma fu invece minacciato all'arma bianca da un uomo che si rivelò essere il servo mandato avanti per avvertire. Immediatamente si fece avanti Alexander che, presogli il pugnale, lo puntò contro il petto del re minacciandolo di morte nel caso gli fosse venuto in mente di chiamare aiuto. Un'allusione al fato toccato al loro padre fece capire a Giacomo quanto ingrata gli fosse stata la famiglia a dispetto dei benefici che egli gli aveva recato. Quindi Alexander lasciò il re con il servo, chiusi a chiave nella torretta e scese, forse per parlare con il fratello.
Mentre Alexander era assente il servo asserì di non essere a conoscenza di nessun disegno criminoso e di ignorare perché fosse stato posto lassù e quando Giacomo gli chiese di aprire le finestre obbedì, stava per aprire la seconda quando Alexander tornò. Se egli avesse visto o no il fratello non è noto, ma James aveva sparso la voce che il re era ripartito a cavallo e il seguito stava cercando i propri per seguirlo. Quando rientrò nella torretta cercò di legare le mani del re, ne seguì una colluttazione durante la quale Giacomo venne visto dagli uomini del proprio seguito e venne anche sentito urlare "tradimento". John fece finta di non sentire le urla e chiese cosa stesse accadendo, il seguito quindi salì per le scale e cercò di abbattere la porta della stanza dov'era rinchiuso il re.
Uno di essi notò una piccola scala che portava a una stanza che si rivelò essere adiacente alla torretta, trovando la porta aperta entrò trovando il re che lottava con Alexander, questi riuscì quindi a ferirlo e altri nobili del re, sopraggiunti, lo finirono. John quindi vide il corpo del fratello nel cortile ed entrò a sua volta trovando la morte nella rissa che ne seguì.

## Quel che accadde dopo
Gli avvenimenti di Gowrie House ebbero larga eco ovunque in Scozia ed anche in Inghilterra tutti i dettagli vennero riportati alla regina dai suoi ministri, i membri del Kirk party, troppo potenti perché Giacomo li ignorasse del tutto, vennero persuasi, non senza difficoltà a credere alla versione del re tanto che egli volontariamente si fece interrogare da alcuni di loro.
Il parere dei ministri e di coloro che li seguivano, senza dubbio influenzati dall'ostilità politica di cui era oggetto il re, fu che egli avesse inventato la storia come scusa per poter eliminare la famiglia Ruthven senza conseguenze. Giacomo diede effettivamente corda a tali credenze dall'incredibile severità con cui perseguitò i due più giovani e innocenti fratelli superstiti, ancora peggio fu scoprire che doveva alla famiglia la somma di 80.000£ con un interesse del 10% annuo. Di questa somma, o parte di essa, il padre di John s'era dovuto fare carico personalmente quando era tesoriere e probabilmente fu l'incapacità di John di continuare a far fronte a questi pagamenti che l'avevano spinto a restare all'estero. Al proprio ritorno aveva quindi presentato una petizione asserendo di non essere più in grado di pagare e di essere quindi sollevato dall'adempiere ai debiti del re, effettivamente il 20 giugno del 1600 ricevette un documento che lo proteggeva dal debito per un anno.
Il governo fece grossi sforzi per provare la complicità di altri nel complotto. Robert Logan di Restalrig, uomo dalla reputazione non immacolata, venne collegato dopo la morte alla Cospirazione attraverso delle lettere trovate dal notaio George Sprot che giurò essere state scritte da Logan a John e ad altri uomini. Le lettere esistono ancora e sono considerate un falso perché copiate da Sprot rifacendosi alla calligrafia originale, tuttavia alcuni studiosi ritengono che egli le abbia copiate dagli originali, dallo stesso contenuto o che, almeno ne fossero un riassunto. Alla luce di ciò la presenza del re al Fast Castle, imprendibile fortezza di Logan sulle coste del Berwickshire fosse parte del piano e appare come prova della presenza di un'effettiva cospirazione.
Il 7 agosto venne deliberato dal Consiglio Privato di Scozia che entrambi i fratelli restassero insepolti finché non si fosse giunti a una conclusione e che nessuno a nome Ruthven potesse avvicinarsi a più di dieci miglia dalla corte. Gli altri fratelli di John e Alexander fuggirono in Inghilterra. Il 15 novembre le proprietà dei Ruthven vennero confiscate e il contado dichiarato estinto, i due fratelli vennero giustiziati in maniera postuma e le teste poste sulle picche presso l'Old Tolbooth di Edimburgo. Fu anche ordinato che Gowrie House fosse rasa al suolo e che la relativa baronia fosse d'ora in poi conosciuta con il nome di Huntingtower.